# Thomas Kean Jr.
Thomas Howard Kean Jr. ( /ˈkeɪn/ KAYN ; Livingston, Nueva Jersey; 5 de septiembre de 1968) es un político estadounidense que se desempeña como representante de EE. UU. en el 7º distrito del Congreso de Nueva Jersey desde 2023. Representó al distrito legislativo 21 de Nueva Jersey en el Senado de Nueva Jersey de 2003 a 2022, y se desempeñó como líder de la minoría de 2008 a 2022. Miembro del Partido Republicano, Kean es hijo del exgobernador de Nueva Jersey , Thomas Kean.
De 2001 a 2003, Kean fue miembro de la Asamblea General de Nueva Jersey, en representación del distrito legislativo 21, que incluye partes de los condados de Union, Morris, Somerset y Essex . En 2003, fue elegido senador del estado de Nueva Jersey en representación del mismo distrito, y en enero de 2008 se convirtió en líder de la minoría del Senado de Nueva Jersey, ocupando el cargo hasta que finalizó su mandato en enero de 2022.
Después de que el gobernador Chris Christie fuera reelegido en 2013, Christie intentó sin éxito destituir a Kean como líder de la minoría. Kean fue mencionado con frecuencia como un posible candidato republicano a gobernador en las elecciones para gobernador de Nueva Jersey de 2017, pero no buscó la nominación.
Kean fue un candidato fallido para el distrito 7 del Congreso de Nueva Jersey en 2000, perdiendo ante Mike Ferguson en las primarias republicanas. Se postuló nuevamente en 2020 y se convirtió en el candidato republicano, pero perdió las elecciones generales ante el actual demócrata Tom Malinowski . En una revancha de 2022, Kean derrotó a Malinowski.

## Primeros años de vida
Kean nació en Livingston, uno de los hijos gemelos de Deborah (de soltera Bye) y Thomas Kean, quien pasó a ser dos veces gobernador elegido de Nueva Jersey, sirviendo desde 1982 hasta 1990; la pareja también tuvo una hija. Thomas Jr. creció en la finca de la familia en Livingston. Su abuelo es Robert Kean, un ex congresista de Nueva Jersey. Su bisabuelo Hamilton Fish Kean y su tío bisabuelo John Kean fueron senadores estadounidenses. La familia de su abuela son descendientes de Peter Stuyvesant, el gobernador colonial holandés de Nueva Amsterdam (ahora conocida como Nueva York ). Su bisabuela Katharine Winthrop era descendiente directa de John Winthrop, el primer gobernador de la Colonia de la Bahía de Massachusetts . También es descendiente directo de Thomas Dudley, gobernador de la Colonia de la Bahía de Massachusetts y firmante de la carta de la Universidad de Harvard . Su segundo tío bisabuelo fue Hamilton Fish, senador de los Estados Unidos, gobernador de Nueva York y secretario de Estado de los Estados Unidos. También es pariente de William Livingston, el primer gobernador de Nueva Jersey.
Kean se graduó de la Escuela Pinry en Basking Ridge . También es graduado de Dartmouth College y tiene una Maestría en Derecho y Diplomacia de la Facultad de Derecho y Diplomacia Fletcher de la Universidad de Tufts, donde completó estudios de doctorado ABD en relaciones internacionales. En Dartmouth, fue miembro de la fraternidad Psi Upsilon .
Fue asistente del excongresista Bob Franks y asistente especial en la Agencia de Protección Ambiental de los Estados Unidos en la administración de George HW Bush .
También ha sido bombero voluntario y técnico médico de emergencia voluntario.
Kean fue nombrado miembro de la Asamblea General, la cámara baja de la Legislatura de Nueva Jersey, en abril de 2001, para cumplir el mandato no vencido de Alan Augustine, quien había renunciado el 21 de marzo de 2001 por motivos de salud. Fue elegido para un mandato completo en la Asamblea en noviembre de 2001. En la Asamblea, presidió el Comité de Política Republicana y se desempeñó como vicepresidente del Comité de Gobierno del Estado.

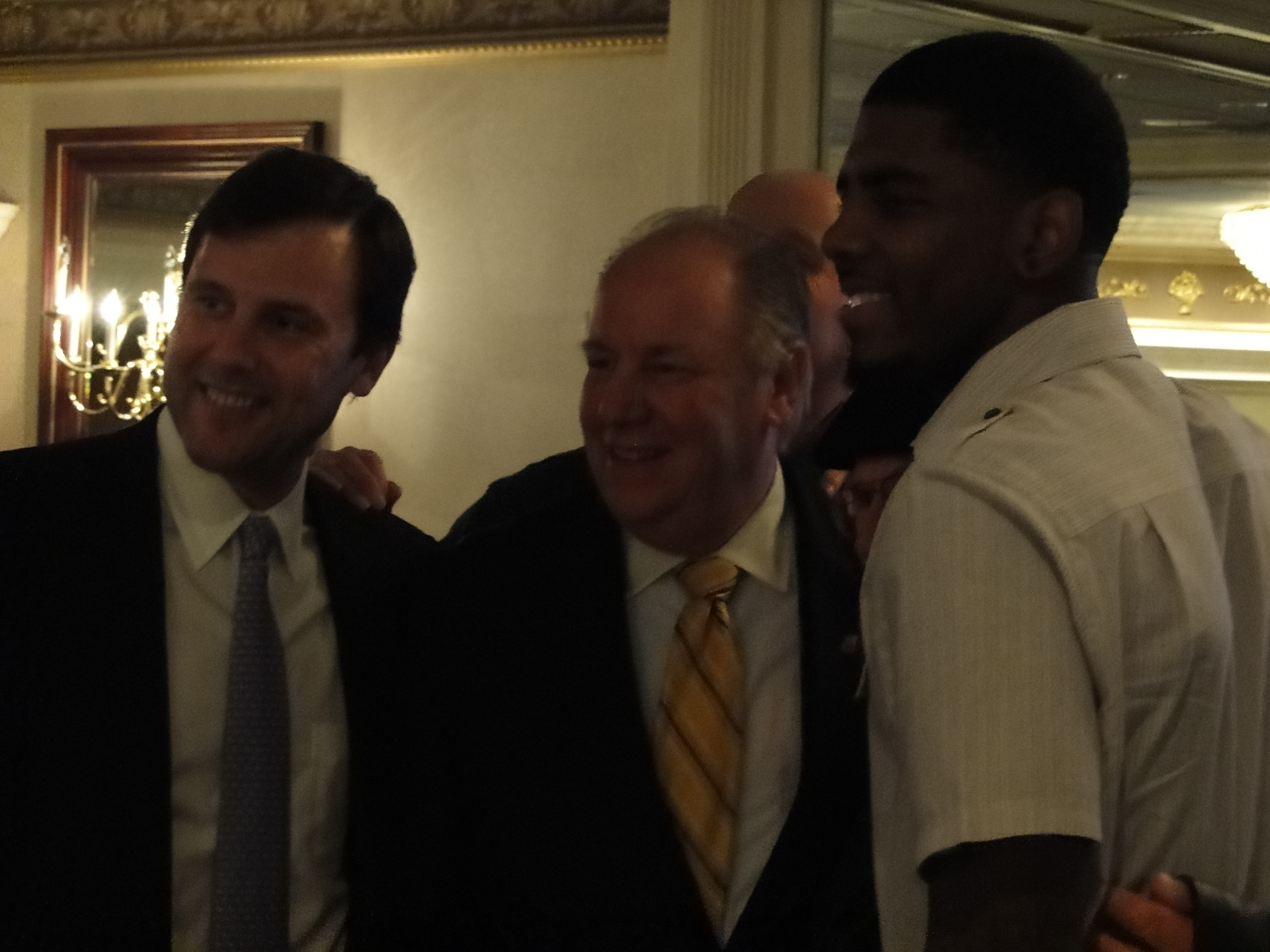
Kean con Kyrie Irving en 2010

En marzo de 2003, Kean fue designado para el Senado de Nueva Jersey para cumplir el mandato no vencido de Rich Bagger y ganó las elecciones para ese escaño en el Senado en noviembre de 2003. En 2004, fue elegido líder de la minoría del Senado, cargo que ocupó hasta 2007. Sirvió en el Senado en el Comité de Salud, Servicios Humanos y Ciudadanos de la Tercera Edad. En la legislatura estatal, Kean fue un defensor de la reforma de la ética en el gobierno de Nueva Jersey. Fue el patrocinador original de la legislación que prohibía las prácticas de pago por jugar en Nueva Jersey. Patrocinó legislación para simplificar el gobierno, promover la educación, proteger el medio ambiente y reducir los impuestos a la propiedad . Kean fue uno de los 24 funcionarios electos elegidos como miembro de Aspen Rodel en el servicio público.
En 2002, Kean fue nombrado uno de los 40 líderes estatales de todo el país reconocido como Toll Fellow por el Consejo de Gobiernos Estatales por su alto rendimiento y servicio al gobierno estatal.
En 2005, la Conferencia de Alcaldes de Nueva Jersey nombró a Kean Líder Legislativo. También recibió, por segundo año consecutivo, el premio Champion for Children de la Fundación Amerigroup por su defensa de los problemas de salud de los niños. Fue nombrado Legislador del año por la Asociación Benevolente de Bomberos y recibió una calificación de votación del 100% de la Federación Nacional de Empresas Independientes .
Kean fue uno de los seis republicanos en el senado estatal que votó a favor de un proyecto de ley de asignaciones presupuestarias de 2019 que se aprobó 31 a 6.

#### Comités
- Comercio
- Educación más alta
- Supervisión Legislativa
- Comisión de Servicios Legislativos

Kean fue el candidato republicano para el escaño en el Senado de los Estados Unidos que dejó vacante el exsenador estadounidense y exgobernador de Nueva Jersey Jon Corzine, un escaño que ahora ocupa el reemplazo designado de Corzine, Bob Menéndez . Kean ganó las primarias del 6 de junio de 2006 contra John P. Ginty por un margen de 3-1.  Perdió las elecciones generales ante Menéndez, 53,3% contra 44,3%. La contienda fue la victoria más estrecha para un demócrata titular en los EE. UU. en una elección en la que los demócratas recuperaron el control del Senado como parte de una reacción nacional contra la administración Bush. Kean fue respaldado por The Courier-Post, The Press of Atlantic City y Asbury Park Press .

## Cámara de Representantes de EE. UU.

### Elecciones
Kean buscó la nominación republicana para el séptimo distrito del Congreso de Nueva Jersey, pero perdió las primarias ante Mike Ferguson por unos 4.000 votos, terminando segundo en un campo de cuatro candidatos.
El 16 de abril de 2019, Kean anunció que se postularía para el séptimo distrito del Congreso de Nueva Jersey en 2020, desafiando al titular demócrata de primer mandato Tom Malinowski . En el primer trimestre de 2019, Kean casi igualó el total de recaudación de fondos de Malinowski de más de $500,000. En agosto de 2019, Kean recibió el respaldo del líder de la minoría de la Cámara de Representantes , Kevin McCarthy . Kean ganó las primarias republicanas contra una oposición simbólica y perdió por poco ante Malinowski en las elecciones generales. Fue la carrera House más reñida en Nueva Jersey y una de las más reñidas del país; debido al estrecho margen y al lento conteo de las boletas provisionales y por correo, el resultado permaneció en duda hasta casi dos semanas después de la elección.

#### 2022
Kean anunció en febrero de 2021 que no buscaría la reelección para el Senado estatal y rápidamente se convirtió en uno de los principales reclutas de los republicanos para postularse para el séptimo distrito del Congreso de Nueva Jersey . Malinowski estaba bajo escrutinio después de que su falta de divulgación de más de 100 operaciones bursátiles se convirtió en una noticia nacional y dio lugar a una denuncia presentada ante el Comité de Ética de la Cámara. David Wasserman, el editor de la Cámara de Representantes de los EE. UU. del informe político no partidista Cook, sugirió que los demócratas podrían volver a dibujar el distrito 7 como más republicano a cambio de hacer que el distrito 11 y el distrito 5 sean más sólidamente demócratas. Kean anunció formalmente su campaña el 14 de julio de 2021, junto con el líder de la minoría de la Cámara de Representantes de EE. UU., Kevin McCarthy . Ganó las primarias republicanas en junio de 2022 y las elecciones generales con un 51,8% (156.414 votos) frente al 48,2% de Malinowski (145.253 votos).
Kean es miembro de la Asociación Republicana de Main Street y se unió al Caucus de Solucionadores de Problemas, un caucus centrista del Congreso en la Cámara de Representantes . El caucus ha llevado a Kean a cooperar con otros miembros del Congreso de Nueva Jersey, como los demócratas Josh Gottheimer y Mikie Sherrill . Kean dijo que se unió al caucus para asegurarles a los electores que sigue comprometido a "trabajar a través del pasillo" del espectro político. Kean es un republicano moderado, aunque sus detractores han dicho que podría haber hecho más para distanciarse de la política del presidente Trump . Los críticos comenzaron a criticar a Kean por realizar "Telephone Town Halls", y la principal crítica fue Sue Altman, directora ejecutiva de New Jersey Working Families Alliance . Sin embargo, los contracríticos afirman que una menor presencia mediática de Kean es una fortaleza. Fred Snowflack de Insider New Jersey informó: "Desde la campaña del otoño pasado, la mayoría de los que se quejaban de las formas de incomunicación de Kean eran los medios y los votantes que probablemente no lo apoyarían de todos modos".

### Tareas del comité
- Comité de Transporte e Infraestructura
- Comité de Ciencia, Espacio y Tecnología

### Membresías del caucus
- Asociación republicana de Main Street[29]
- Caucus de solucionadores de problemas[26]

## Vida personal
Kean es episcopal . Reside en Westfield con su esposa, Rhonda, y sus dos hijas.